# 山本花織
山本花織（2000年11月7日—）是日本的偶像藝人、歌手、演員。出生于千叶县，2010年开始出演BS富士《We Can☆》节目的We Can☆Girls中的一员。星塵傳播「STARDUST PLANET」所屬，曾為偶像團體CROWN POP成員。

## 人物
- 爱好是制作点心和观看电影。
- 特技是舞蹈、单轮车和单杠。

## 出演

### 电视节目
- We Can☆（2010年4月 - ，BS富士）

### CM
- Hotto Motto便当 子供部長･子供OL編

### 杂志
- We Can☆Smile

### 電影
- 攻殼機動隊